# Сеспедес, Карлос Мануэль де
Ка́рлос Мануэ́ль Перфе́кто дель Ка́рмен де Се́спедес-и-Ло́пес дель Касти́льо (исп. Carlos Manuel Perfecto del Carmen de Céspedes y López del Castillo; 18 апреля 1819, Баямо — 27 февраля 1874, Сан-Лоренсо, Сьерра-Маэстра) — один из руководителей Десятилетней войны Кубы против испанских колонизаторов (1868—1878). За патриотическую деятельность кубинцы называют его отцом Родины (исп. Padre de la Patria).

## Биография
Родился в семье крупного плантатора. Учился в Гаване, получил степень бакалавра гражданского права (22 марта 1838). В 1840—1844 годах учился в университетах Барселоны и Мадрида. По профессии — адвокат. После возвращения из Испании приобрёл Ла-Демахагуа (исп. La Demajagua), поместье с табачной плантацией в восточной части Кубы, около Баямо.
Сеспедес возглавил восстание, которое вспыхнуло на Кубе 10 октября 1868 года. В самом его начале он освободил принадлежавших ему рабов и включил их в свой отряд, подавая пример остальным участникам войны за независимость. Армия, созданная Сеспедесом, быстро захватила три восточные провинции. В местечке Яра он обнародовал Манифест («Клич из Яра»), в котором объявил о создании независимой Кубы. Девизом восставших стал лозунг «Независимость или смерть!».
После года борьбы в 1869 году при его участии была составлена первая кубинская конституция, которая была принята 10 апреля 1869 года на Учредительной ассамблее от средних и восточных департаментов. Согласно этой конституции рабство на Кубе отменялось, Куба провозглашалась суверенной независимой республикой из 4 штатов, а Сеспедес был избран её первым Президентом. В 1873 году его сменил председатель палаты депутатов Сальвадор Сиснерос.
В 1874 году Сеспедес был захвачен в горах Сьерра-Маэстра в плен испанцами и в феврале того же года расстрелян.
Его сын  Карлос Сеспедес-и-Кесада был и.о. Президента Кубы (1933).

## Память
В его честь названы
- Орден «Карлос Мануэль де Сеспедес» — один из высших орденов Республики Куба.
- Карлос-Мануэль-де-Сеспедес (водохранилище)